# مقبرة 47
المقبرة رقم 47 و المعروفة علمياً بالرمز KV47 هي مقبرة مصرية قديمة تقع في وادي الملوك في مصر. دُفِنَ فيها الفرعون سبتاح من الأسرة التاسعة عشرة، على الرغم من العثور على مومياء لـ سبتاح في مقبرة 35. اكتشف إدوارد آر آيرتون المقبرة في 18 ديسمبر 1905. نشر ثيودور إم ديفيس، ممول آيرتون وصفًا لاكتشاف الموقع وحفرياته في عام 1908.
أوقف أيرتون أعمال التنقيب في عام 1907 بسبب مخاوف تتعلق بالسلامة، وعاد هاري بيرتون في عام 1912 لاستكمال الحفر.
توقف قطع الغرفة "J1" بعد أن قام العمال بقطع الغرفة الجانبية "Ja" لمقبرة الملكة تي عا (مقبرة 32). بنى العمال حجرة دفن ثانية، وهي الغرفة "J2".

## معرض صور

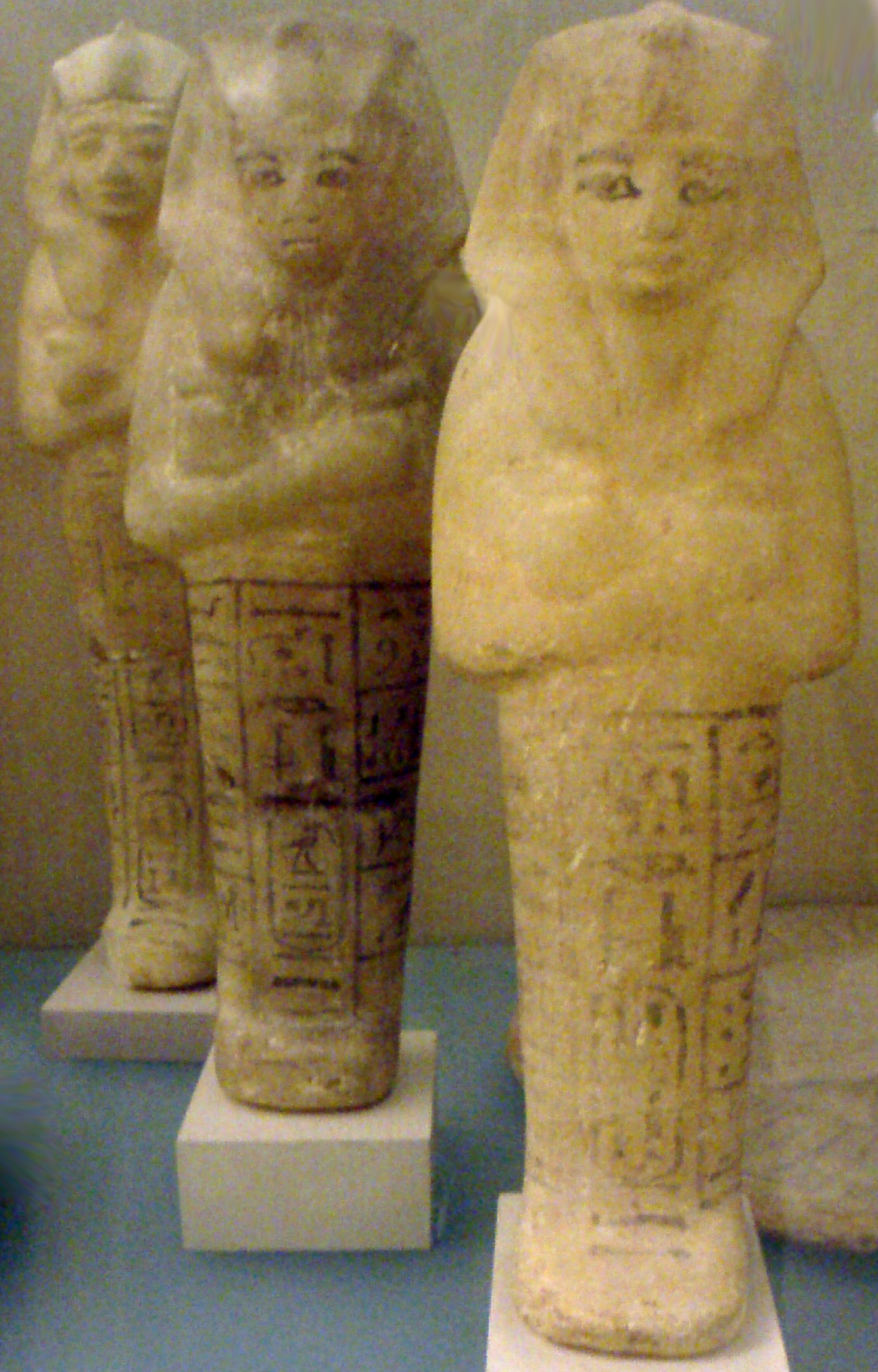
أوشبتي من قبر سبتاح، من مقبرة 47، ويوجد الآن في متحف متروبوليتان للفنون.

## روابط خارجية
- مشروع رسم خرائط طيبة: KV47 - يتضمن خرائط تفصيلية لمعظم المقابر.